# Enbärstjärnen, Dalarna
Enbärstjärnen är en sjö i Rättviks kommun i Dalarna och ingår i Dalälvens huvudavrinningsområde. Sjön har en area på 0,0978 kvadratkilometer och ligger 356,9 meter över havet. Sjön avvattnas av vattendraget Enån, här kallad 'Styggforsån'.

## Delavrinningsområde
Enbärstjärnen ingår i det delavrinningsområde (676851-146333) som SMHI kallar för Ovan Småkärrbäcken. Medelhöjden är 345 meter över havet och ytan är 13,02 kvadratkilometer. Det finns inga avrinningsområden uppströms utan avrinningsområdet är högsta punkten. Enån som avvattnar avrinningsområdet har biflödesordning 2, vilket innebär att vattnet flödar genom totalt 2 vattendrag innan det når havet efter 316 kilometer. Avrinningsområdet består mestadels av skog (80 procent) och sankmarker (13 procent). Avrinningsområdet har 0,1 kvadratkilometer vattenytor vilket ger det en sjöprocent på 0,7 procent.